# De zee die denkt
De zee die denkt is een Nederlandse film uit 2000 van Gert de Graaff.
Het is een experimentele film waarin de scenarist, die het script schrijft van de film zelf, gespeeld door Bart Klever, centraal staat. Met de vraag hoe worden we gelukkig wordt door middel van beelden naar verwachtingspatronen van filmkijkers gekeken waarbij men uiteindelijk naar zichzelf kijkt.
De film won verschillende internationale prijzen waaronder een Joris Ivens Award en werd op 63 filmfestivals vertoond. 